# Марков Карло Анатолійович
Марков Карло Анатолійович (нар. 27 грудня 1943 Москва, Радянський союз) радянський історик, доктор історичних наук, професор, декан юридичного факультету 2005-2010 у ДДУ ім Гочара представник історичної дніпропетровської школи Завялова.

## Біографія
Народився 27 грудня 1943 року в місті Москва. Закінчив історичний факультет Дніпропетровського університету (1971)
В 1979 році захистив кандидатську дисертацію на тему: ХДС/ХСС и неофашистские силы в ФРГ в борьбе против "восточной политики" правительства СДПГ/СвДП : 1969-1976 гг
В 1993 році захистив докторську дисертацію на тему: Переселенцы и их организации в Западной Германии: место и роль в общественно-политической системе (40-е - началов 80-х гг.)
З 1978 року викладав на кафедрі всесвітньої історії в 1995 році отримав звання професора, після реформ і закриття при кафедрі всесвітньої історії дослідження НДР, перейшов на юридичний факультет де був деканом, а з 2010 завідувачем кафедри теорії держави і права